# تقطير جاف

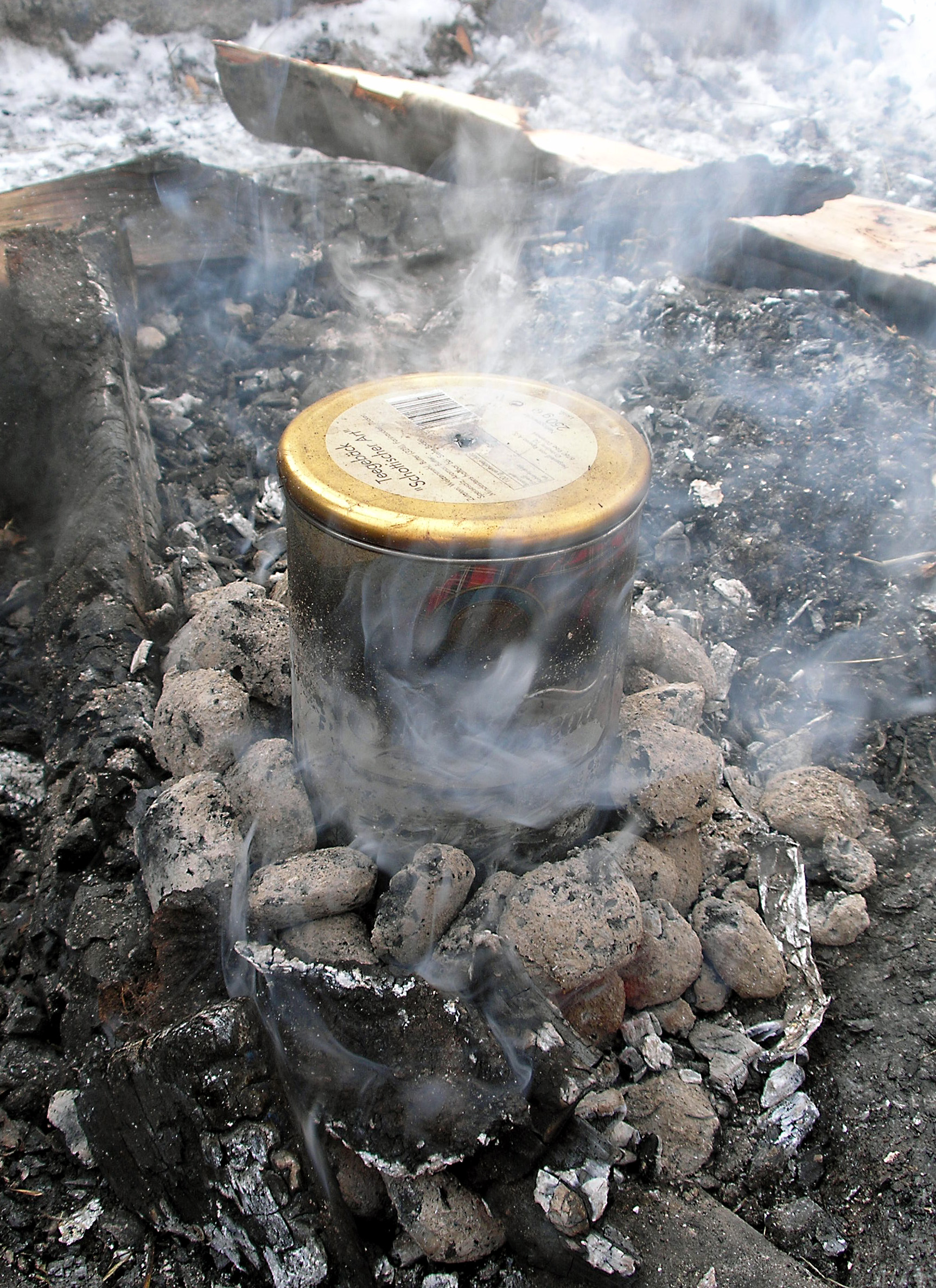

التقطير جاف: هو تسخين المواد الصلبة لإنتاج المنتجات الغازية التي تتكاثف فتتحول إلى سوائل أو مواد صلبة. قد تتضمن العملية أو لا تتضمن عملية تحلل حراري. تكاثف النواتج وتجمع. وتتطلب هذه العملية درجات حرارة أعلى من تلك المستخدمة في عملية تقطير السوائل. استخدمت هذه العملية لاستخلاص الوقود من الفحم والخشب. ويمكن أن يستخدم أيضا لتحطيم الأملاح المعدني مثل الفوسفات في عملية التحلل الحراري، في هذه الحالة ينتج غازا ثنائي أكسيد الكبريت وثلاثي أكسيد الكبريت اللذان يذوبان في الماء للحصول على حمض الكبريتيك.

## اقرأ أيضا
- تقطير إتلافي
- تحلل حراري